# Cratyna subaptera
Cratyna subaptera är en tvåvingeart som först beskrevs av Jean-Jacques Kieffer 1919.  Cratyna subaptera ingår i släktet Cratyna och familjen sorgmyggor.
Artens utbredningsområde är Algeriet. Inga underarter finns listade i Catalogue of Life.